# Семюел Баєр
Семюел Баєр (англ. Samuel Bayer; нар. 17 лютого 1962, Сірак'юс) — американський режисер, автор музичних відеокліпів та рекламних роликів.

## Біографія
Семюел Баєр здобув професійну художню освіту в Школі образотворчих мистецтв та працював художником в Нью-Йорку. Його кумирами були Кіт Гарінг та Жан-Мішель Баскія, але досягнути успіху як художник Баєрові не вдалося. Щоб заробити хоч якісь гроші він погодився стати режисером музичного відео для маловідомого сіетлського гурту Nirvana, знявши кліп на пісню «Smells Like Teen Spirit». Його другим проєктом став кліп на пісню Blind Melon «No Rain», і після цього кількість замовлень стала невпинно зростати.
Нова робота дозволила Баєру зняти кліпи для музикантів, якими він захоплювався, такими як Девід Бові, The Rolling Stones та Джон Лі Гукер. Серед інших виконавців, з якими він співпрацював — The Cranberries, Metallica, Мерілін Менсон, Ленні Кравіц, Aerosmith, Green Day, Джастін Тімберлейк та багато інших. Його роботи неодноразово отримали премії MTV Video Music Awards, зокрема, в категоріях «Найкраща кінематографія» та «Найкраще рок-відео» за «Boulevard of Broken Dreams» Green Day, або «Найкраще рок-відео» за «Until It Sleeps» Metallica.
Окрім музичних відео, Семюел Баєр знімав численні рекламні кліпи для провідних брендів, таких як Chrysler, Packard Bell, Nike, Mountain Dew, Coca-Cola, Pepsi, Nissan, Lexus. Рекламний ролик для Chrysler, в якому знявся репер Емінем, отримав «Канського лева». Також Баєр зняв рімейк фільму жахів «Кошмар на вулиці В'язів», що вийшов 2010 року.
У квітні 2025 року приїхав в Україну, щоб зняти документальний фільм про російсько-українську війну, зустрівся зі студентами КНУТКіТ імені І. К. Карпенка-Карого.